# MRPL City
«MRPL City» — великий український щорічний музичний фестиваль, що відбувався в період з 2017 по 2021 рік у Маріуполі. Організатором фестивалю є новинний сайт mrpl.city, який належить холдингу Метінвест.

## Про фестиваль
Фестиваль є багатожанровим: кожна зі сцен має свій стиль. Фестиваль започатковано у 2017 році як «найбільшу подію східного узбережжя».
На території фестивалю до початку виступів відбуваються аматорські ігри у пляжний футбол та пляжний волейбол, працює фуд-корт.
Портал tokar.ua відніс фестиваль MRPL City до топ-10 найкращих музичних фестивалів в Україні.

## Учасники

### 2017
7-9 липня, пляж «Піщанка» Маріуполь. Фестиваль відвідали понад 10000 людей. Жанри між сценами були поділені наступним чином: Omega Stage — рок-музика, Delta Stage — поп-музика, Sigma Stage — електронна музика.
Omega Stage: Kira Mazur, The ВЙО, СКАЙ, Тартак, ТНМК, Noize MC, Піlа, MamaRika, ALLOISE, Артем Пивоваров, ONUKA, Falling up, Zagreb, The Hardkiss, Бумбокс.
Delta Stage: Yegor Gray, Ivan Navi, Mozgi, Агонь, Время и Стекло, Fadivi Music, Жадан і Собаки, Alekseev, SunSay, O.Torvald, Ghetto Prime, Альоша, ЯрмаК, Макс Барських, Іван Дорн.
Sigma Stage: Nikita Z, Malyar, Richard Durand, Anna Lee, Mark Devite, Alisha, DJ Greek, The Maneken, Cepasa, Артем Neba, Joss, Tolya Tokio, Sasha Kasper.

### 2018
Другий фестиваль MRPL City відбувся 3-5 серпня на пляжі «Піщанка» у Маріуполі.
Port Stage: D.Lemma, Оля Полякова, Сергій Бабкін, DZIDZIO, Zagreb, 5'nizza, ВВ, ONUKA, Crazy Town, FRANCO, KAZKA, Tayanna, Артем Пивоваров, Макс Барських.
Cargo Stage: Diez Brass Band, Валентин Стрикало, ЛСП, Пошлая Молли, Vanilla Sky, Блуд, Табула Раса, Мотор'ролла, Брати Гадюкіни, Green Grey, Бакей, Сальто Назад, O.Torvald, Іван Дорн, Noize MC.
Sigma Stage: Cape Cod, Gidro, Miss Monique, Matt Nash, Mark Devite, Yuko, Louder Than Words, Super8 & Tab, Andy Moor, Azotti, Soundsmith Project, Arston, Wanna Wake, Celery.
Ark Stage: Manchul, Bolotin, Yaroslav Lenzyak, Kreida, Adelina, Peshka, Minin.

### 2019
Третій фестиваль MRPL City відбувся 9-11 серпня 2019 року.
Port Stage: Sonya Kay, Detach, Бумбокс, DZIDZIO, The Hardkiss, Dilemma, Mozgi, Мішель Андраде, Время и Стекло, Аквариум, WWWAAAVVVEEE, Bahroma, Агонь, Pianoбой, Little Big.
Cargo Stage: Бакей, Вася Обломов, Луна, Порнофильмы, Fo Sho, Kadnay, Green Grey, Нервы, Друга ріка, Very the Jerry, Jerry Heil, ATL, Ляпис 98.
Sigma Stage: Clan Inside, YUKO, NSSND, Stage Rockers, Raft Tone, Cepasa, Merk & Kremont, Gidro, Underhill, Mark Devite, Markovich, Beissoul & Einius, Sagan, Vinogradov, Celery b2b Michael B.
Ark Stage: David Kareyan, Joss, Pest, Minin, Denis Gursky, Cepasa, Musson.

### 2021
Четвертий фестиваль MRPL City відбувся 6-8 серпня 2021 року.
Port Stage: Jerry Heil, Миша Романова, Vanotek, Макс Барських, Latexfauna, Артем Пивоваров,Оля Полякова, Мумий Тролль, MONATIK, Gorim, Бамбинтон, Агонь, Maruv.
Cargo Stage: Noize MC, Порнофильмы, Anacondaz, Кис-Кис, Шмальгаузенъ, NILETTO, Ляпіс-98, O.Torvald, Cream Soda, FRANCO, Ivan Dorn, ЛСП, alyona alyona, Kalush, Wellboy.
Sigma Stage: Heyem & Groozin, Gidro, Sander Van Doorn, Sagan, Tim Bozhkov, Genesiz, Zagreba, Gromova, Vanotek, Junket.
Ark Stage: Minin, Silat Beksi, Joss, Io Mulen, Neba, Nastia, Daria Kolosova, Nastia Muravyova, Bejenec, Splinter UA, Symonenko.

## Галерея

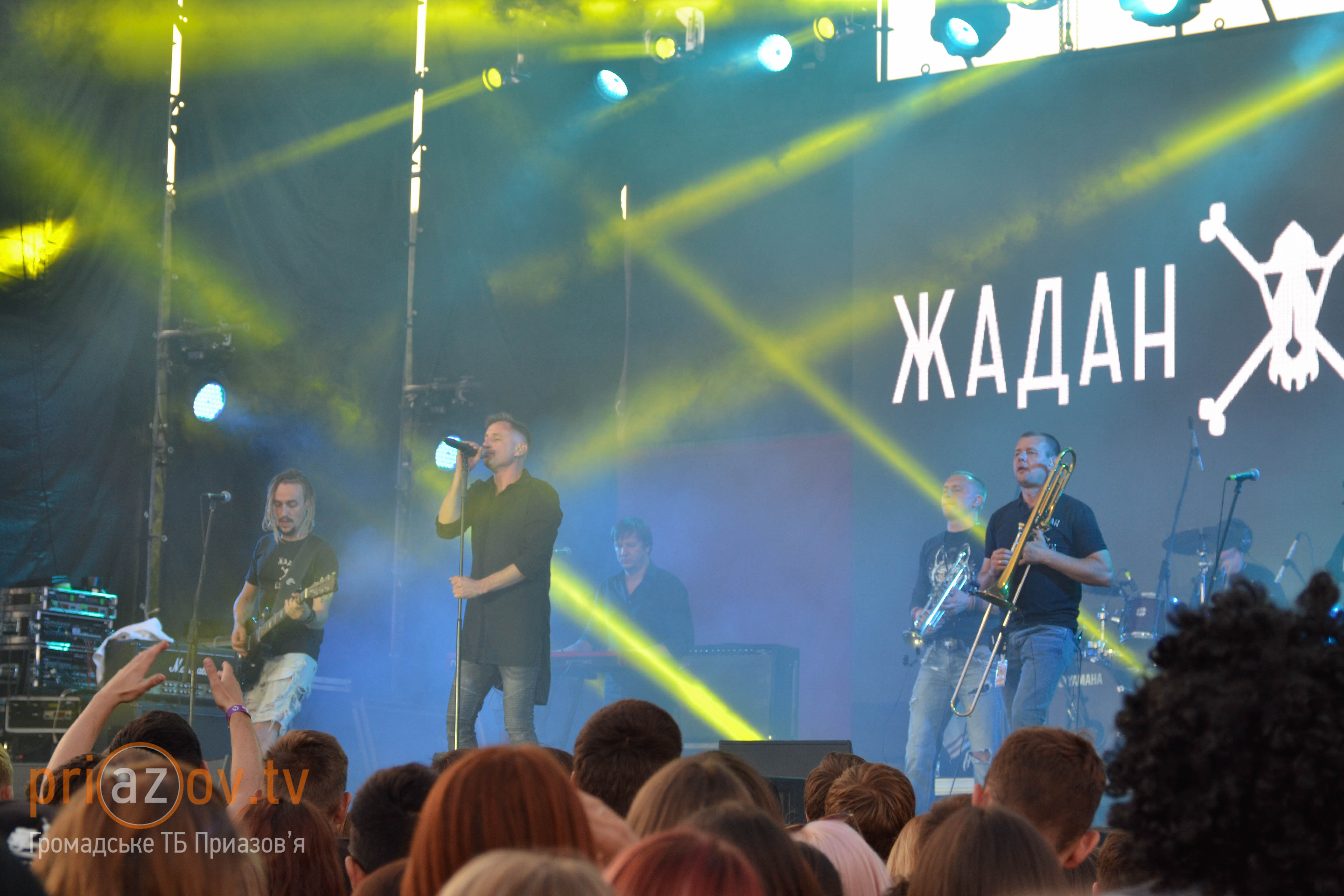
Жадан і Собаки (2017)
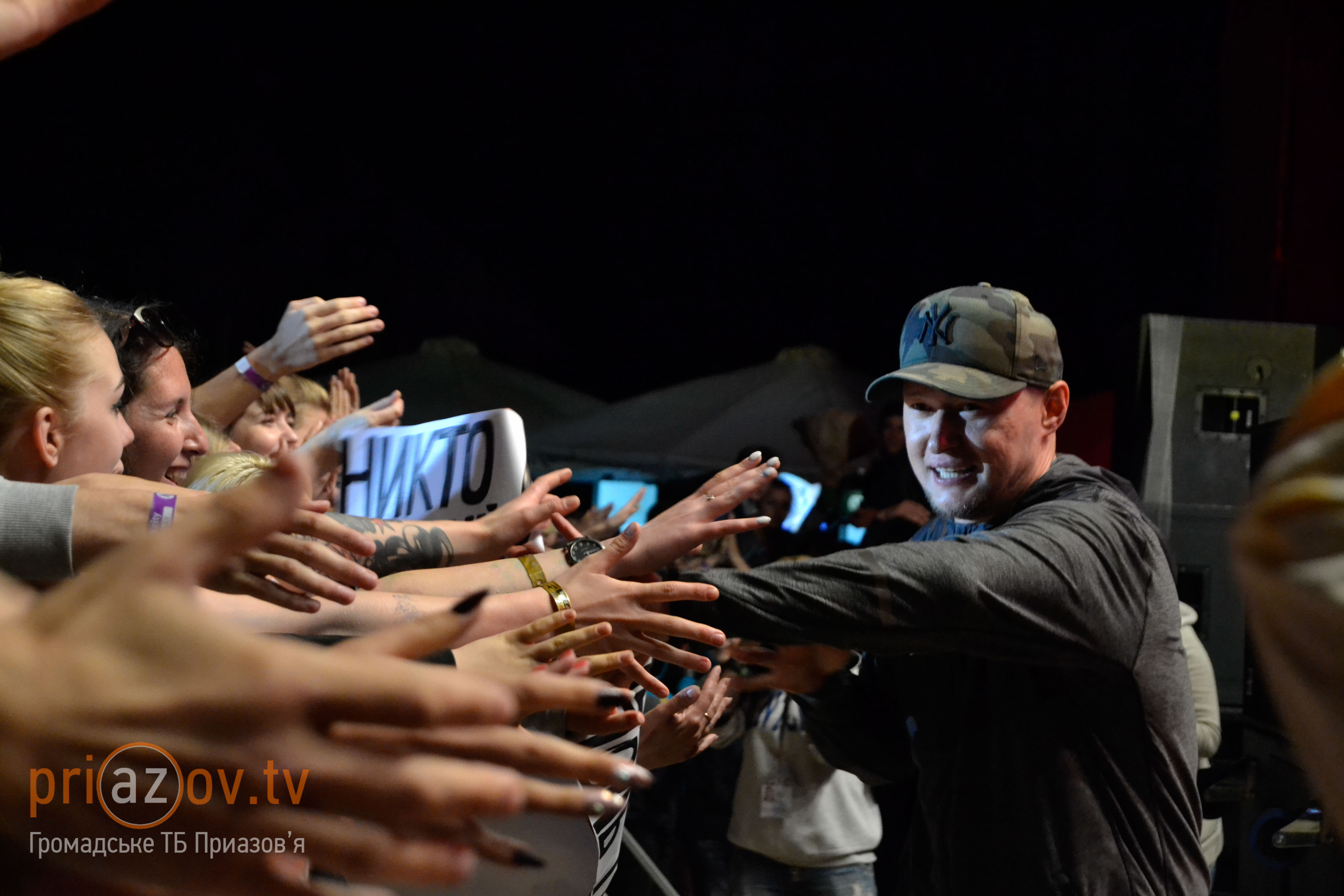
Андрій Хливнюк (2017)
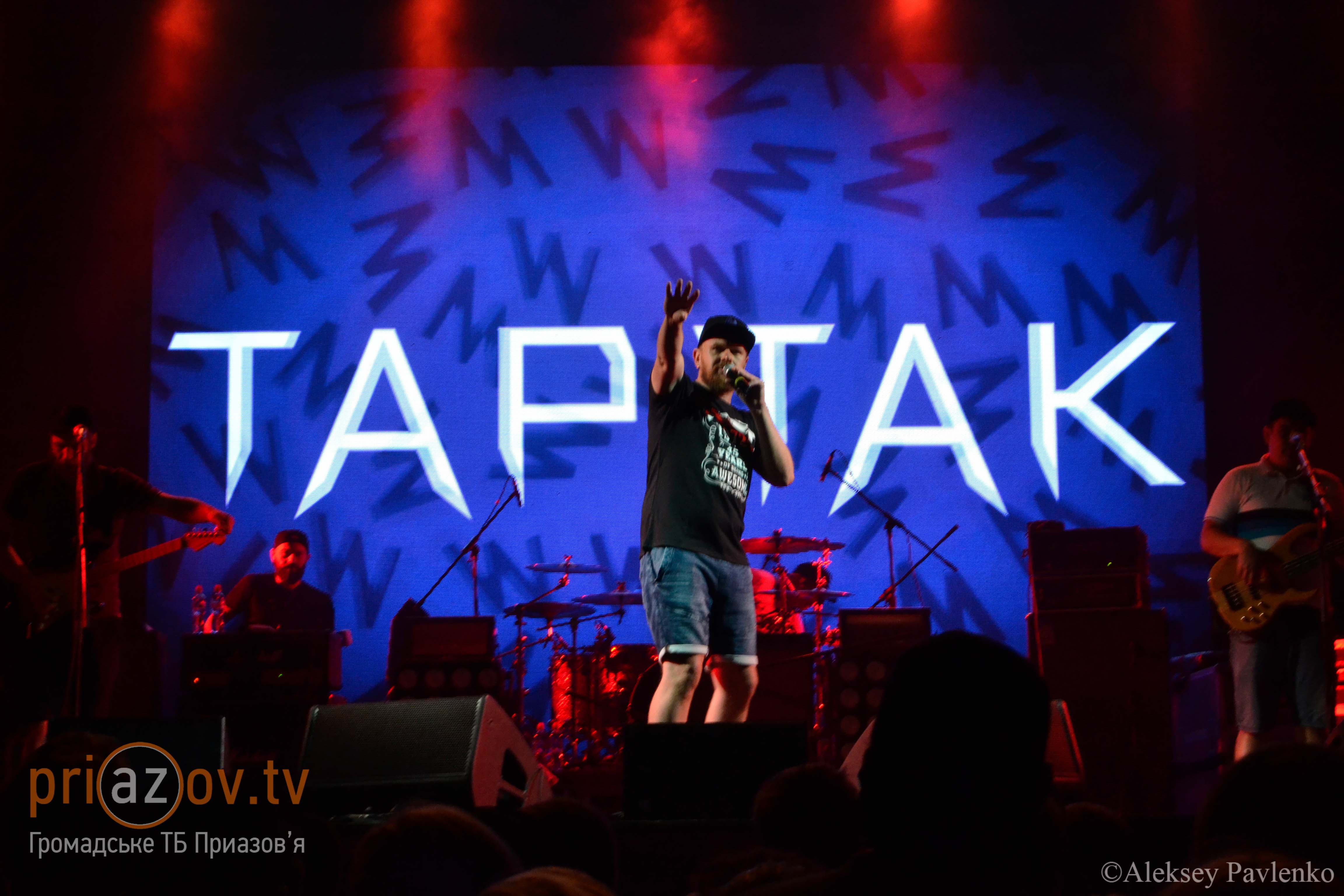
Тартак (2017)
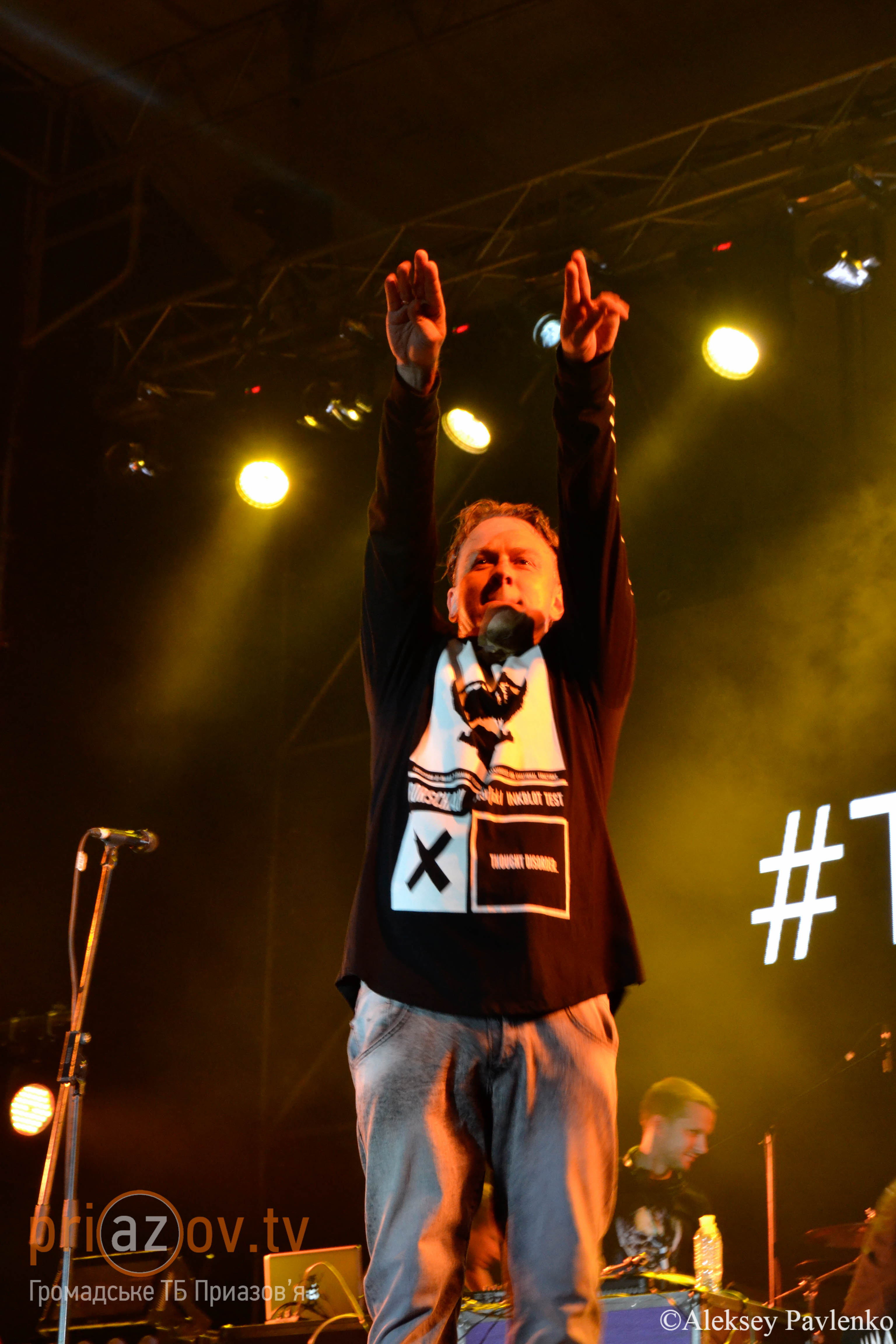
Фоззі (2017)
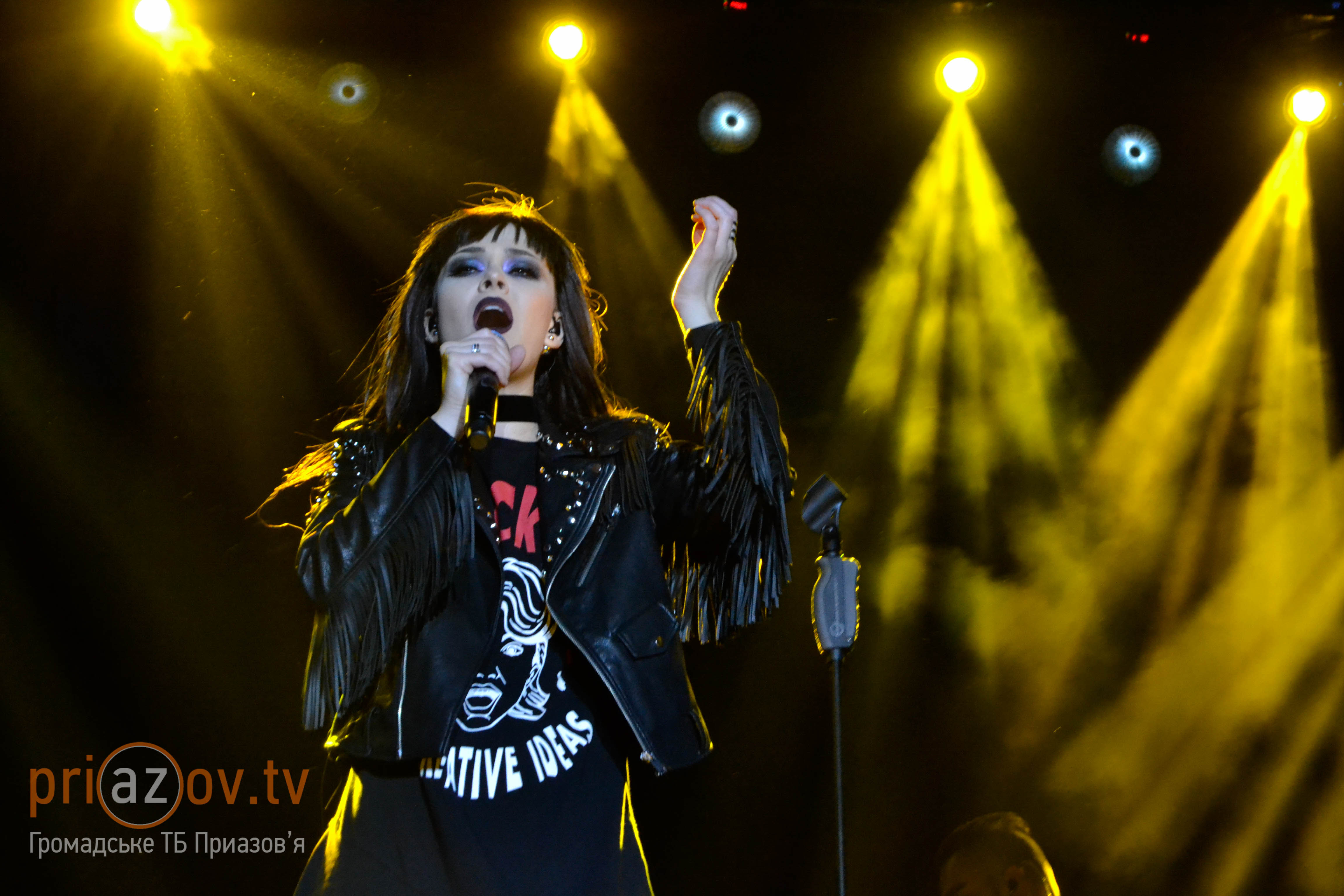
The Hardkiss (2017)
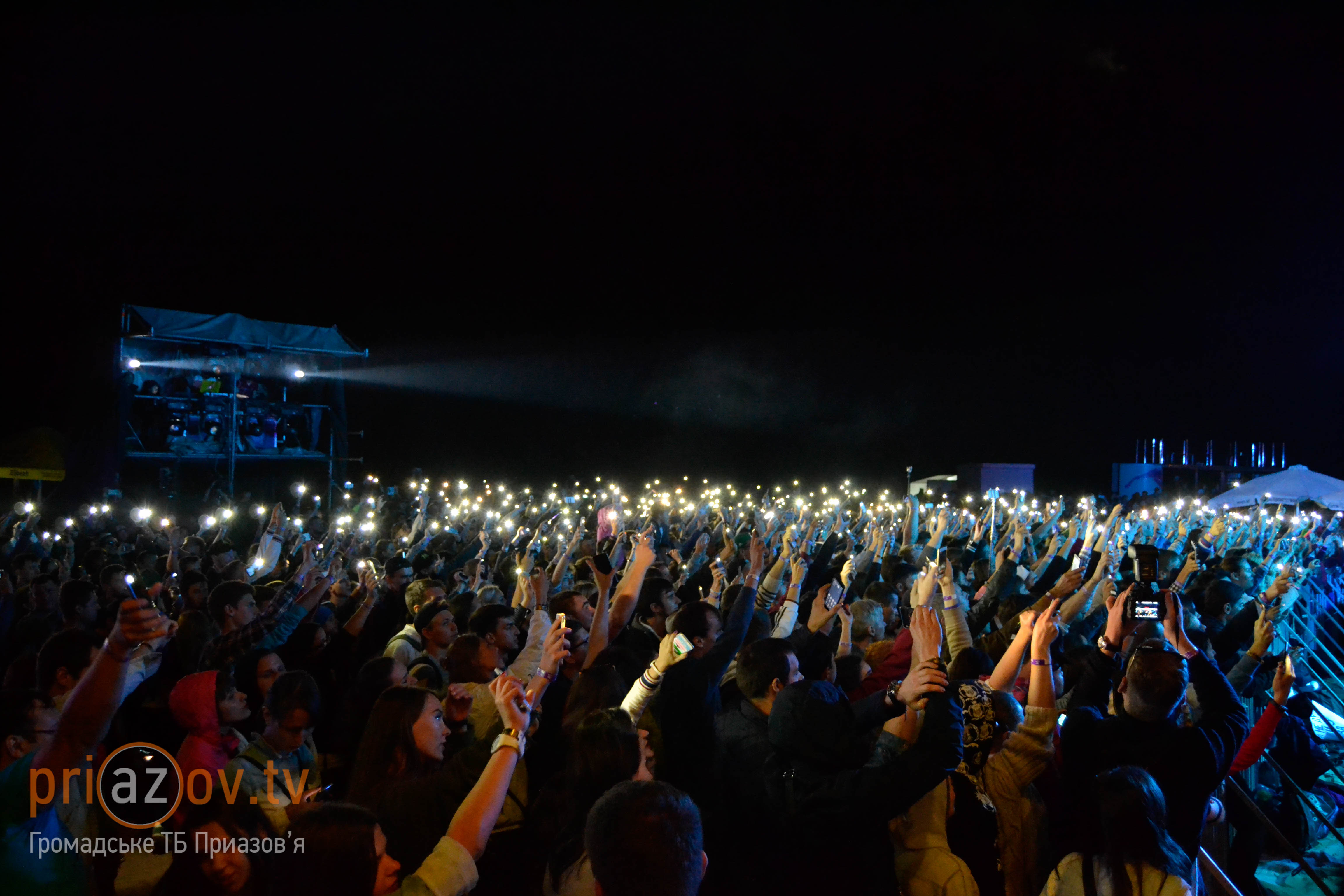
Натовп (2017)
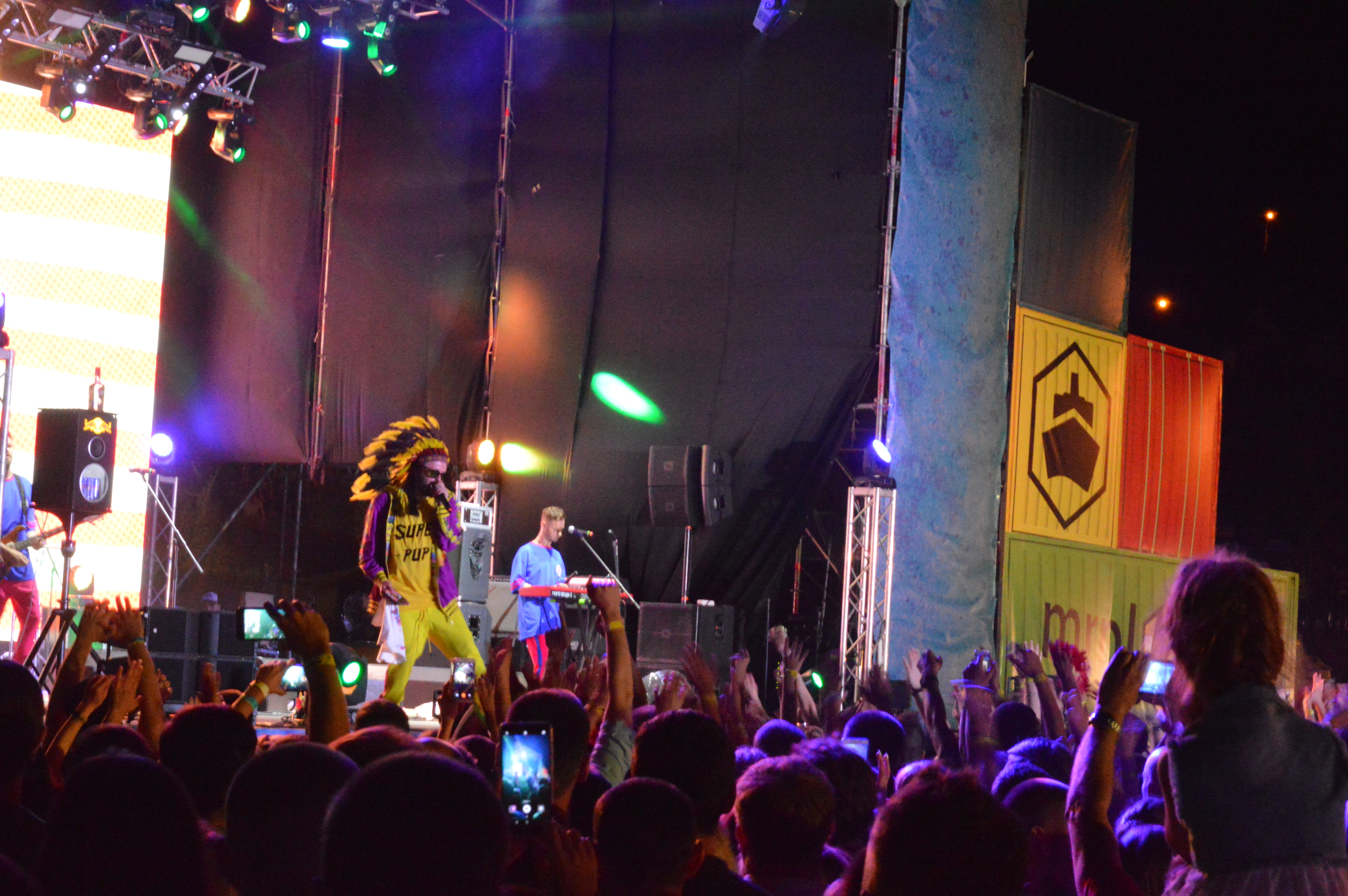
DZIDZIO (2018)
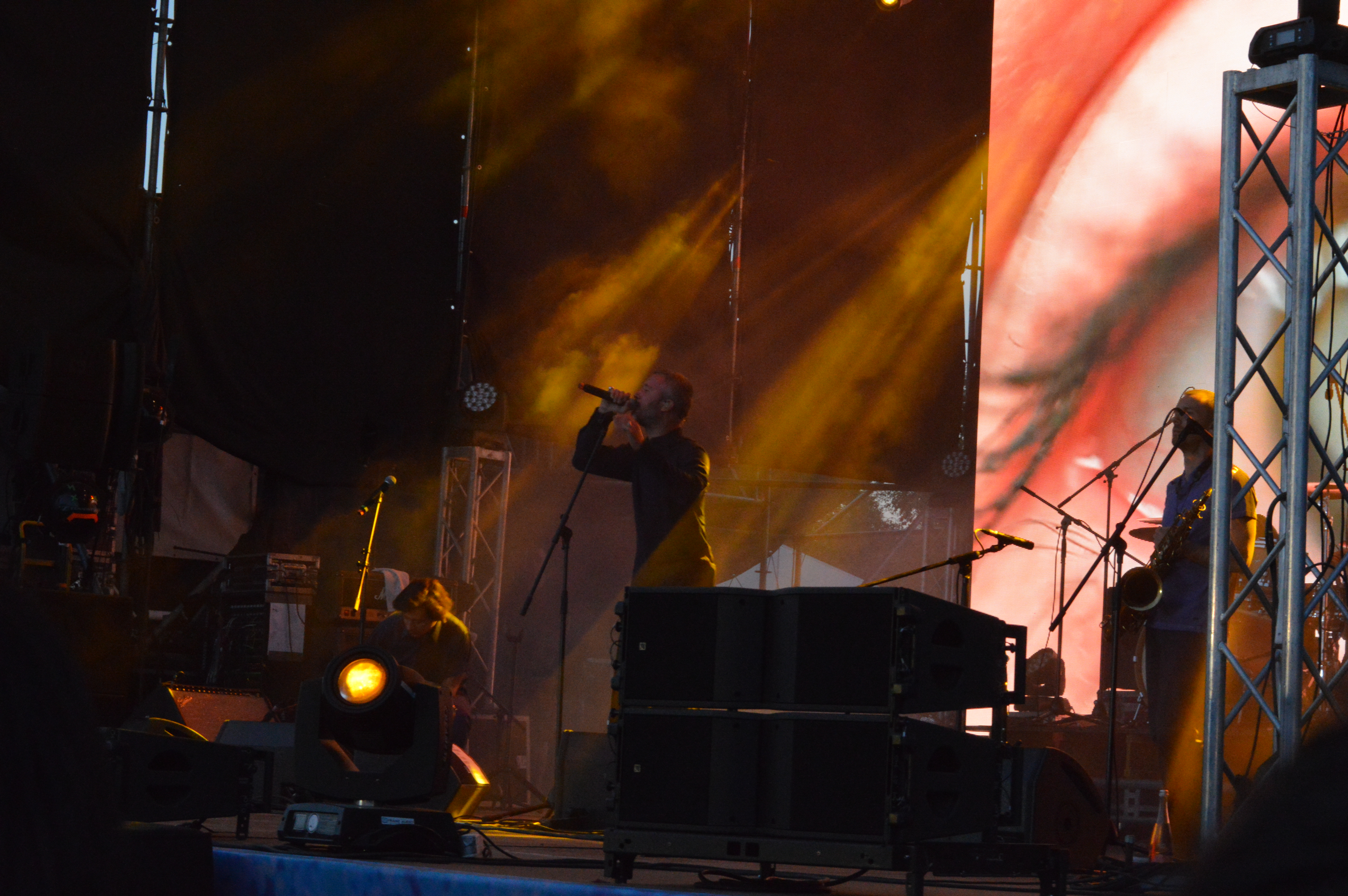
Сергій Бабкін (2018)
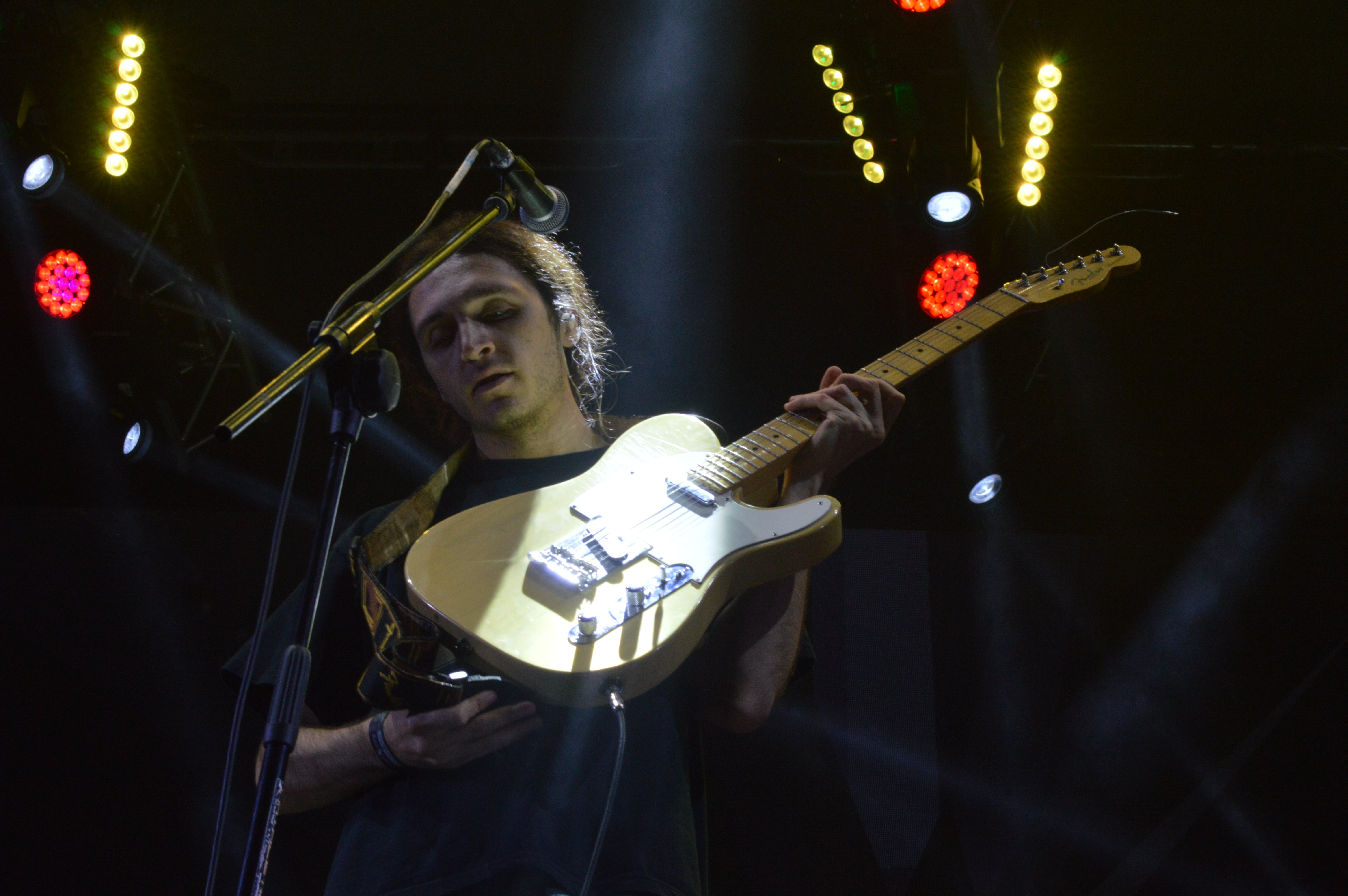
Юрій Каплан (2018)
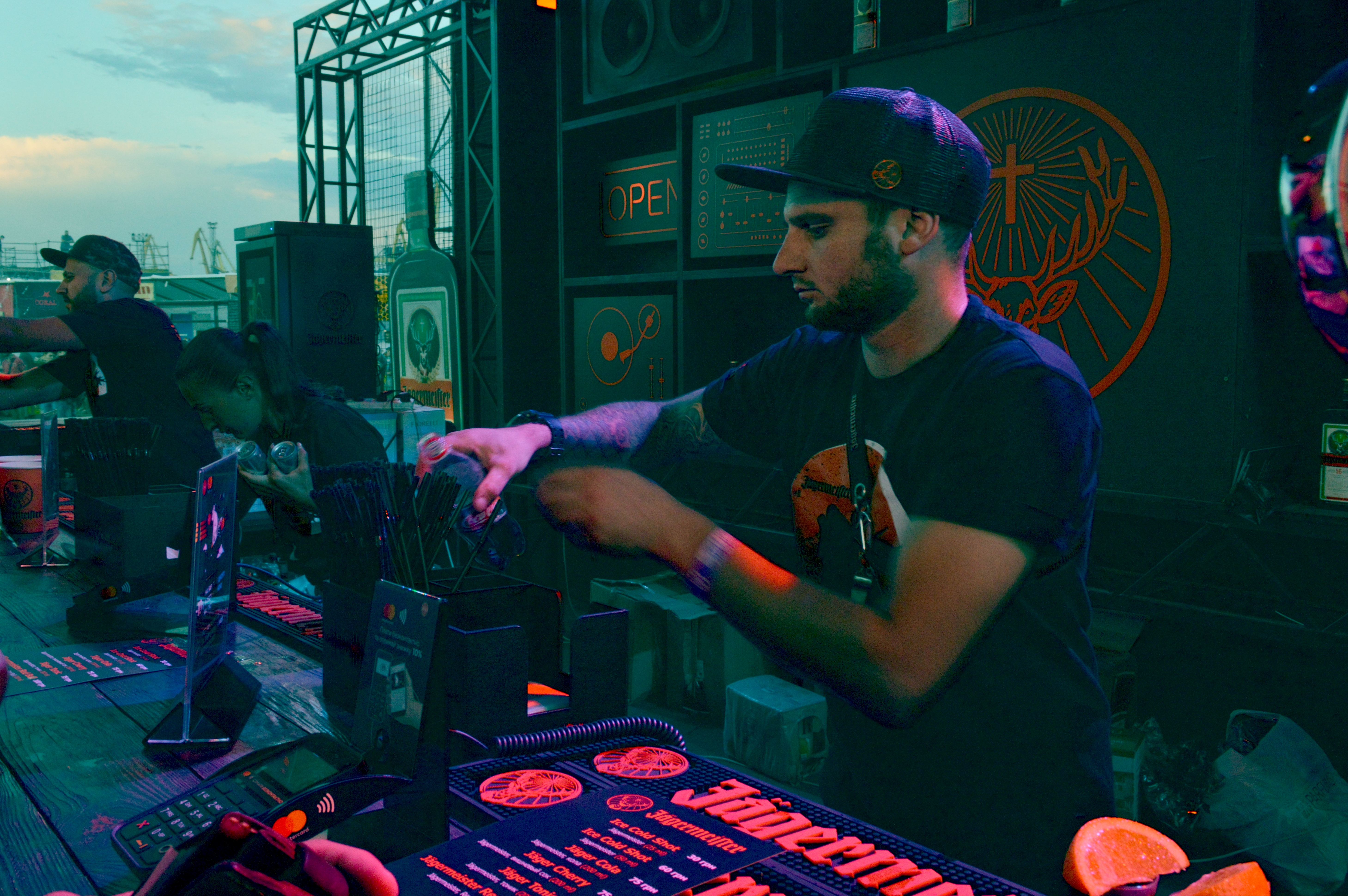
Бармен (2018)
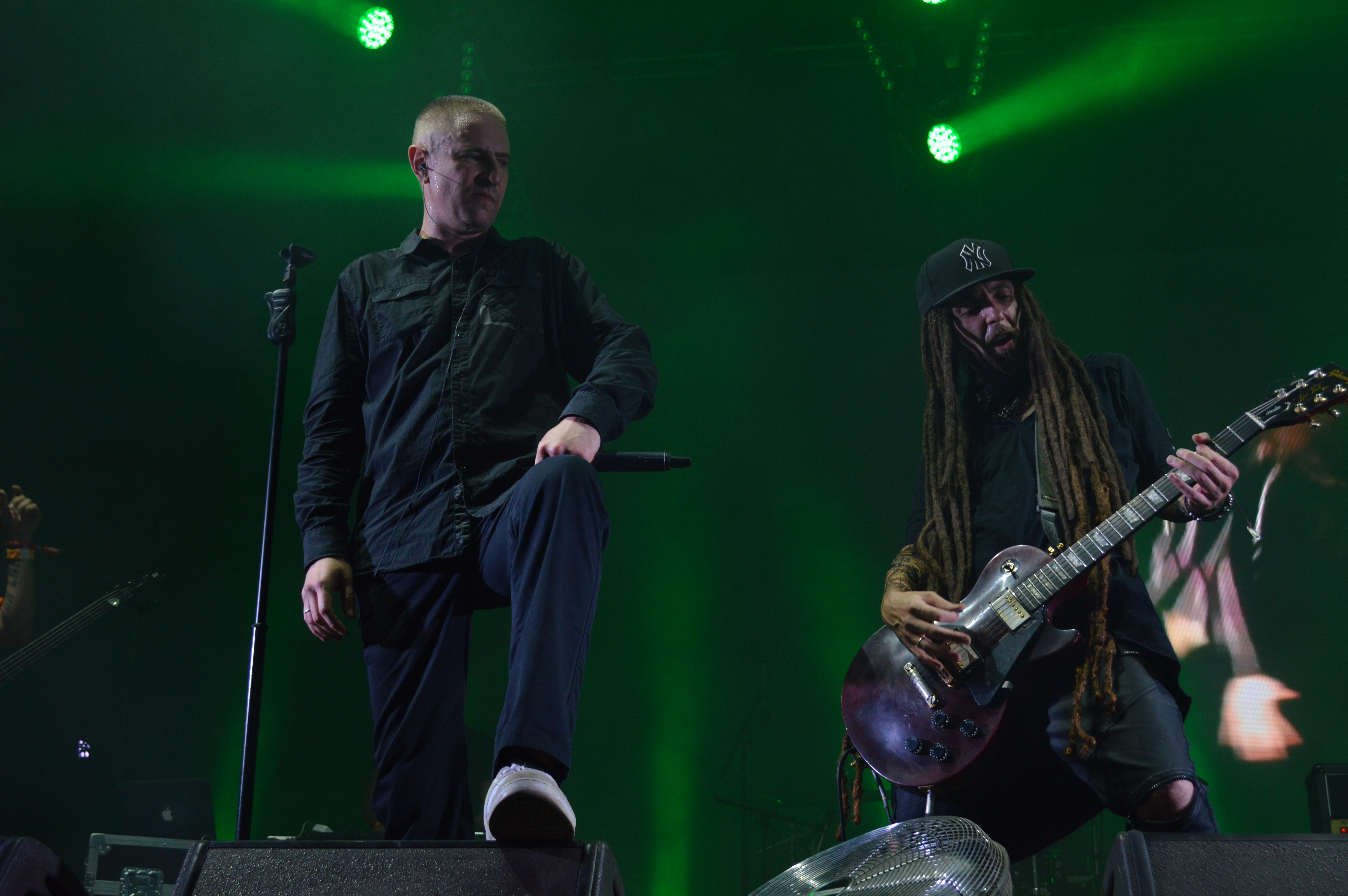
Green Grey (2018)
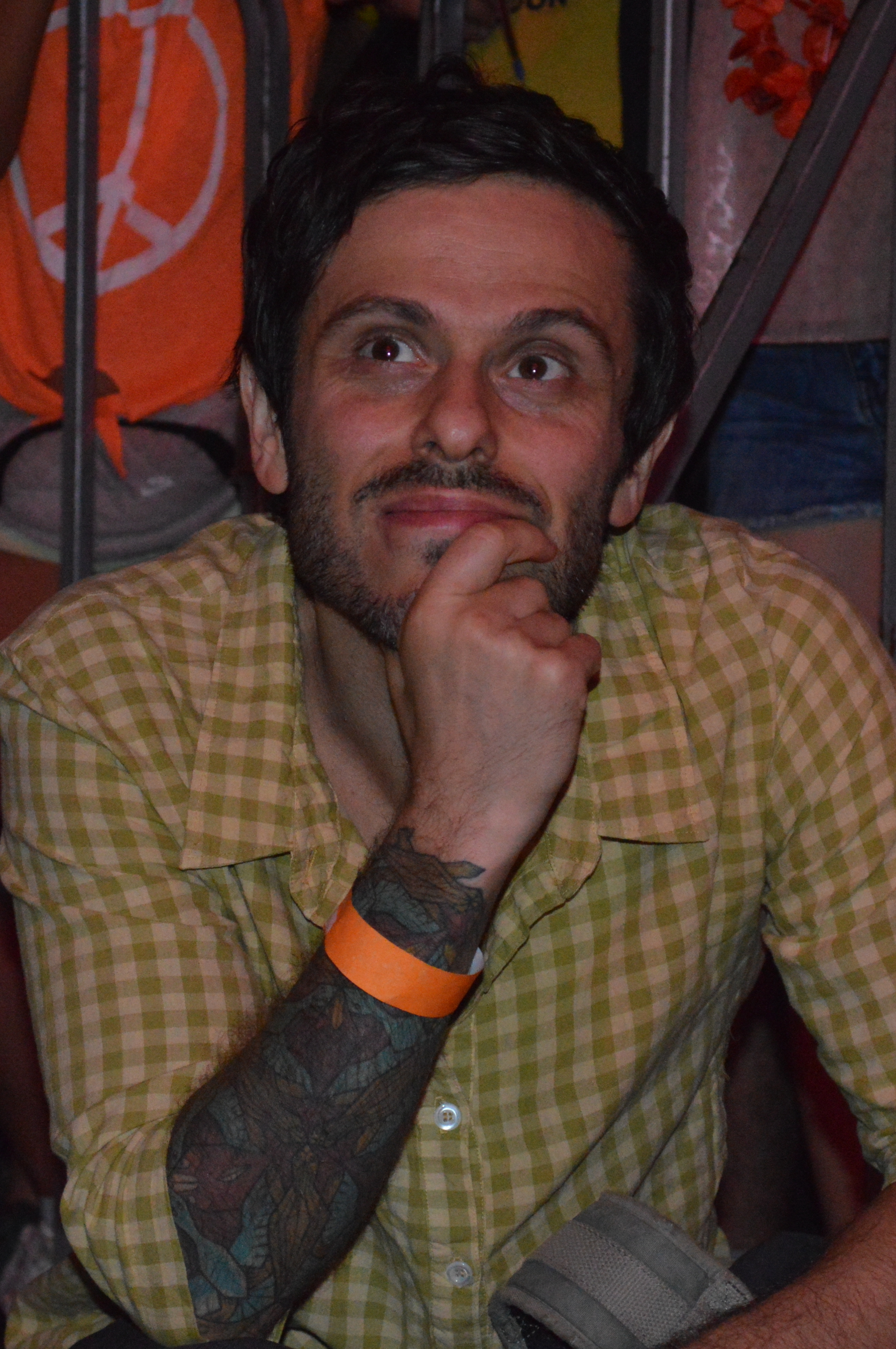
Андрій Запорожець (2018)
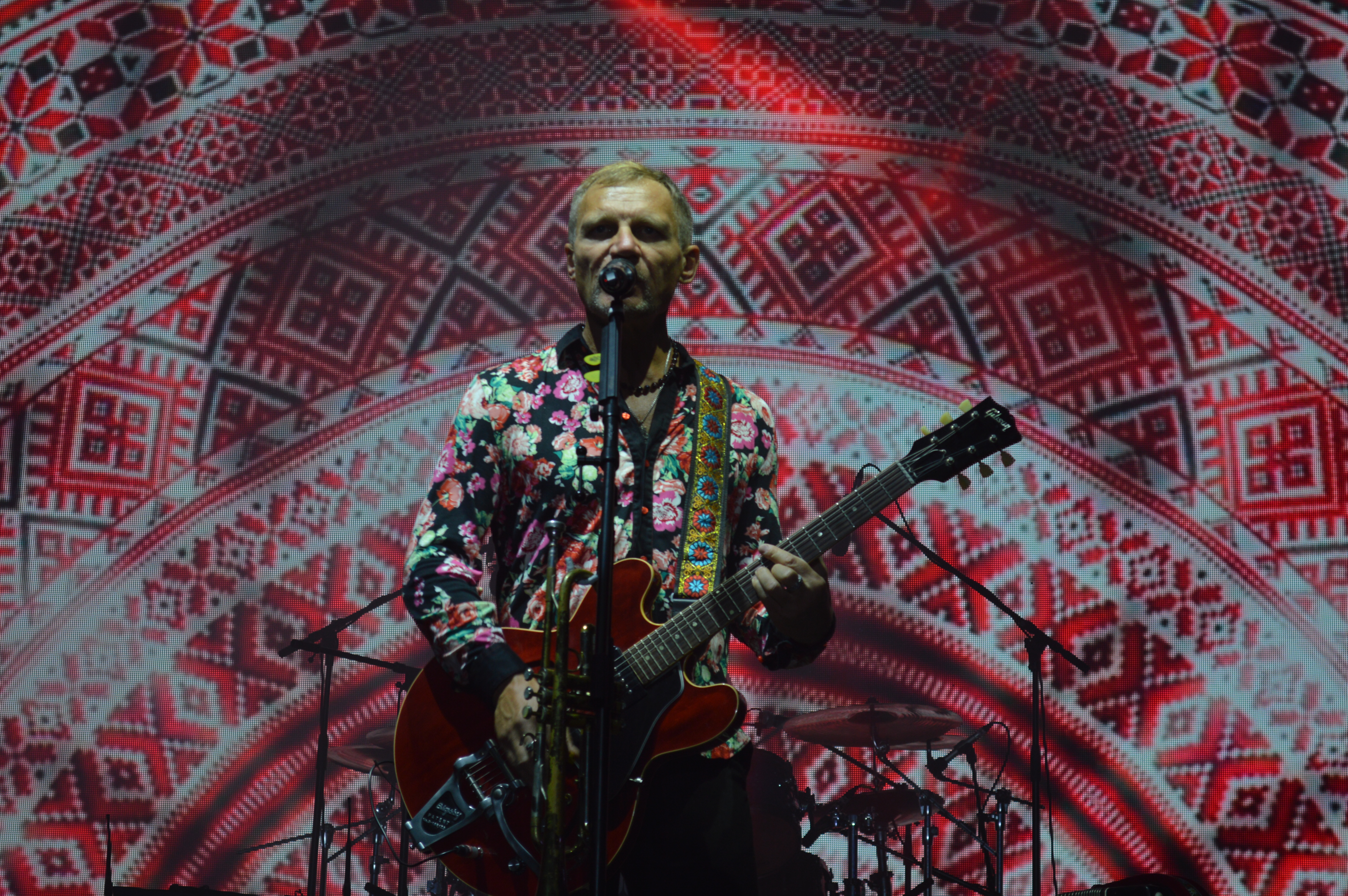
Олег Скрипка (2018)
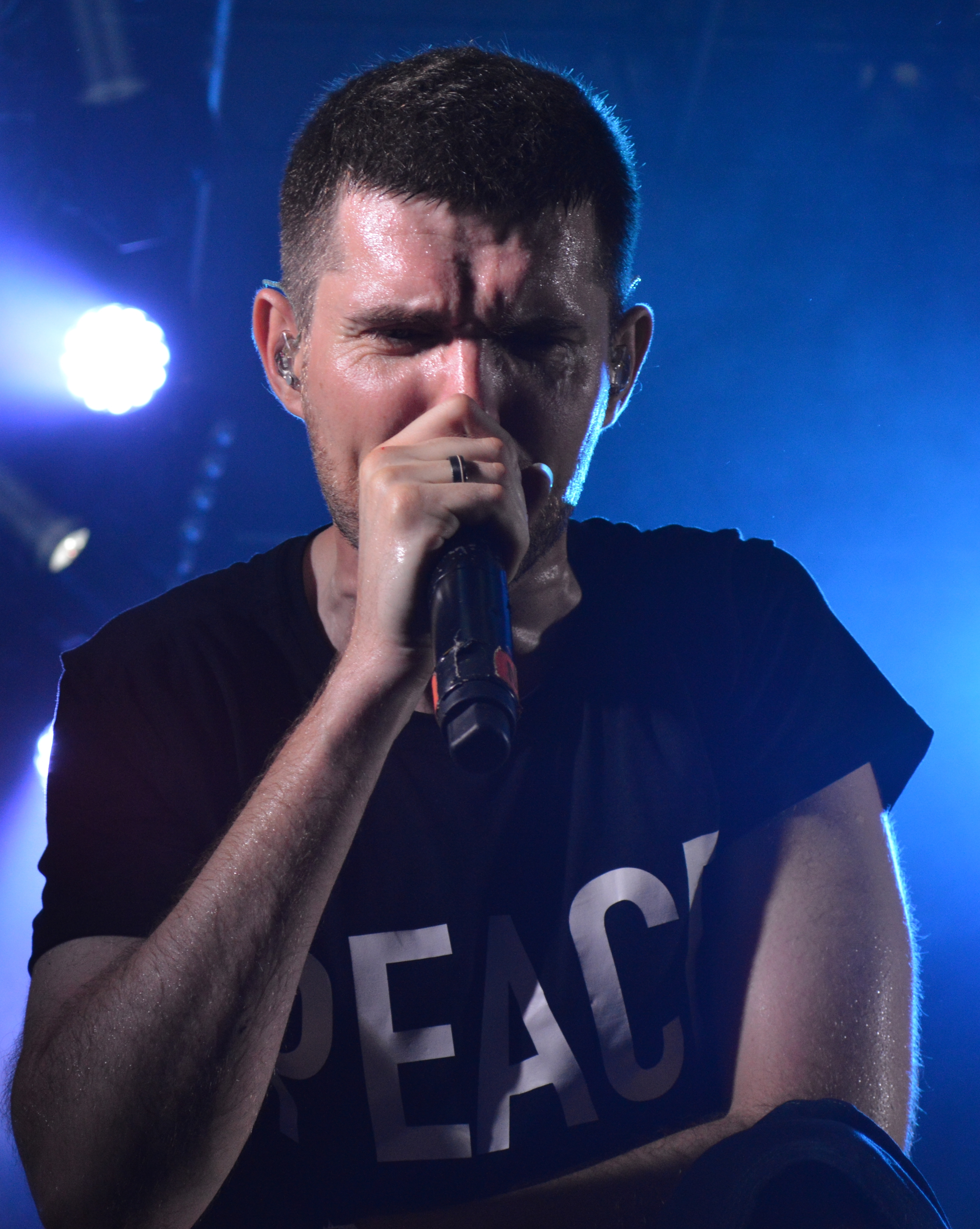
Noize MC (2018)
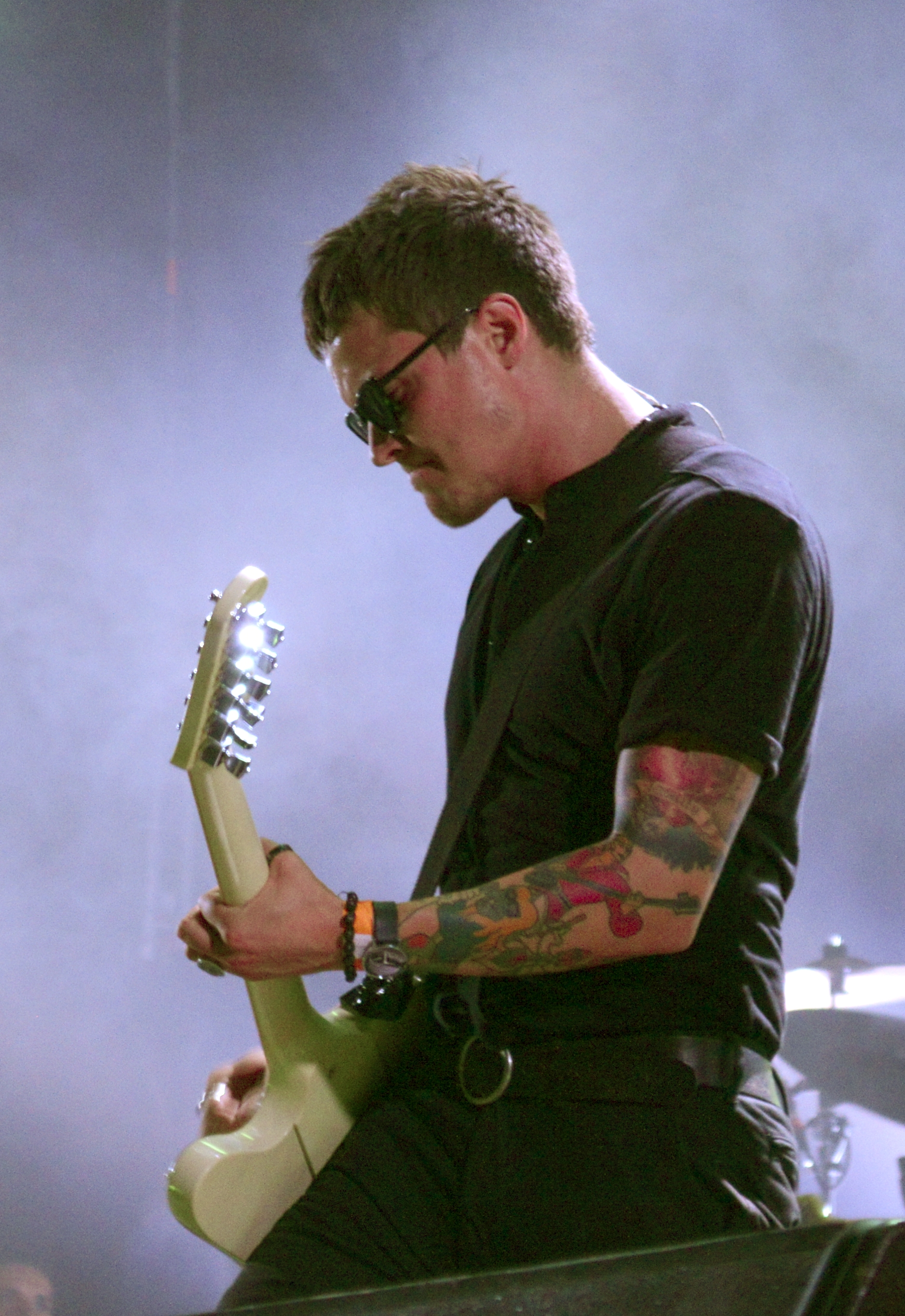
Женя Галич (2018)
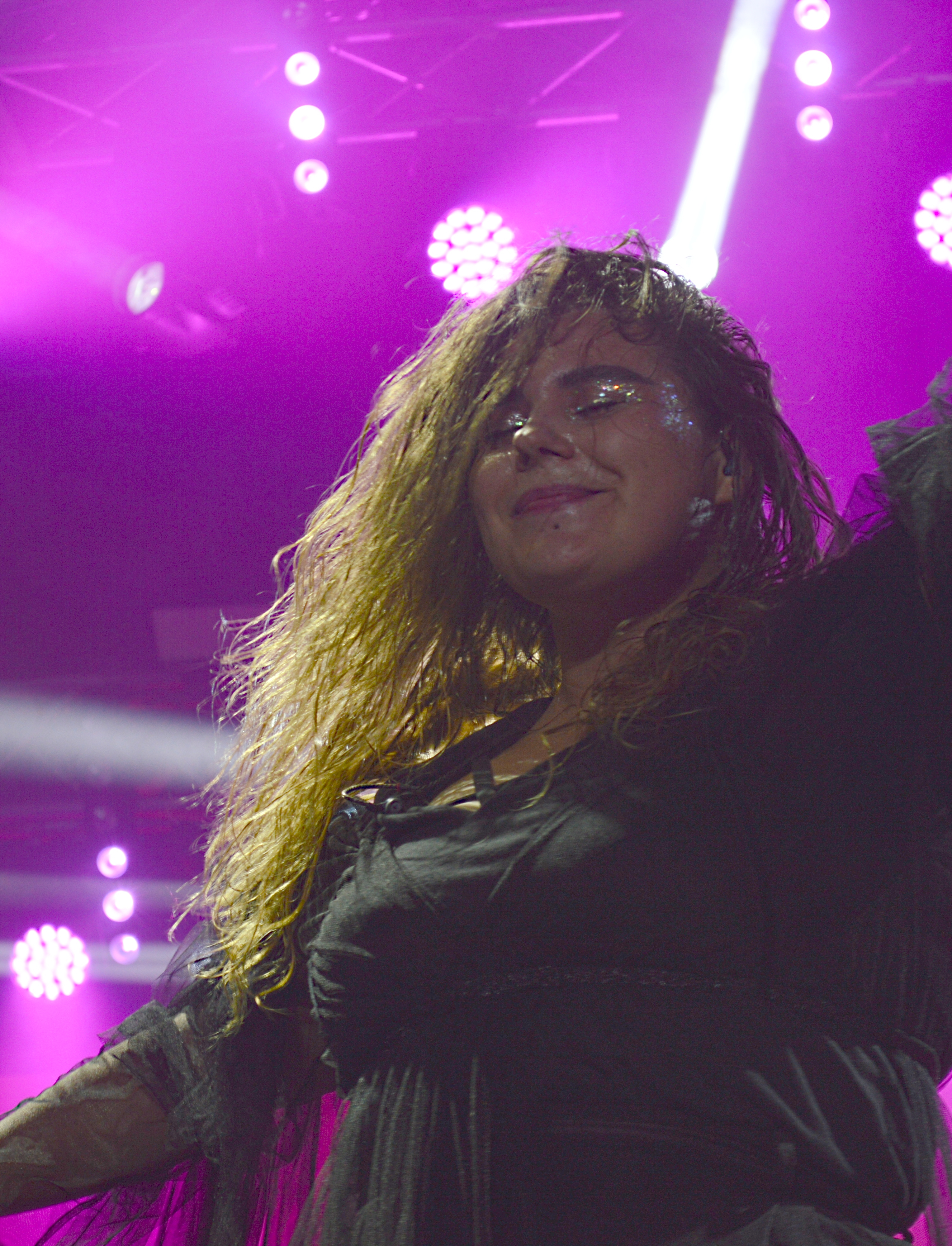
Олександра Заріцька, гурт KAZKA (2018)
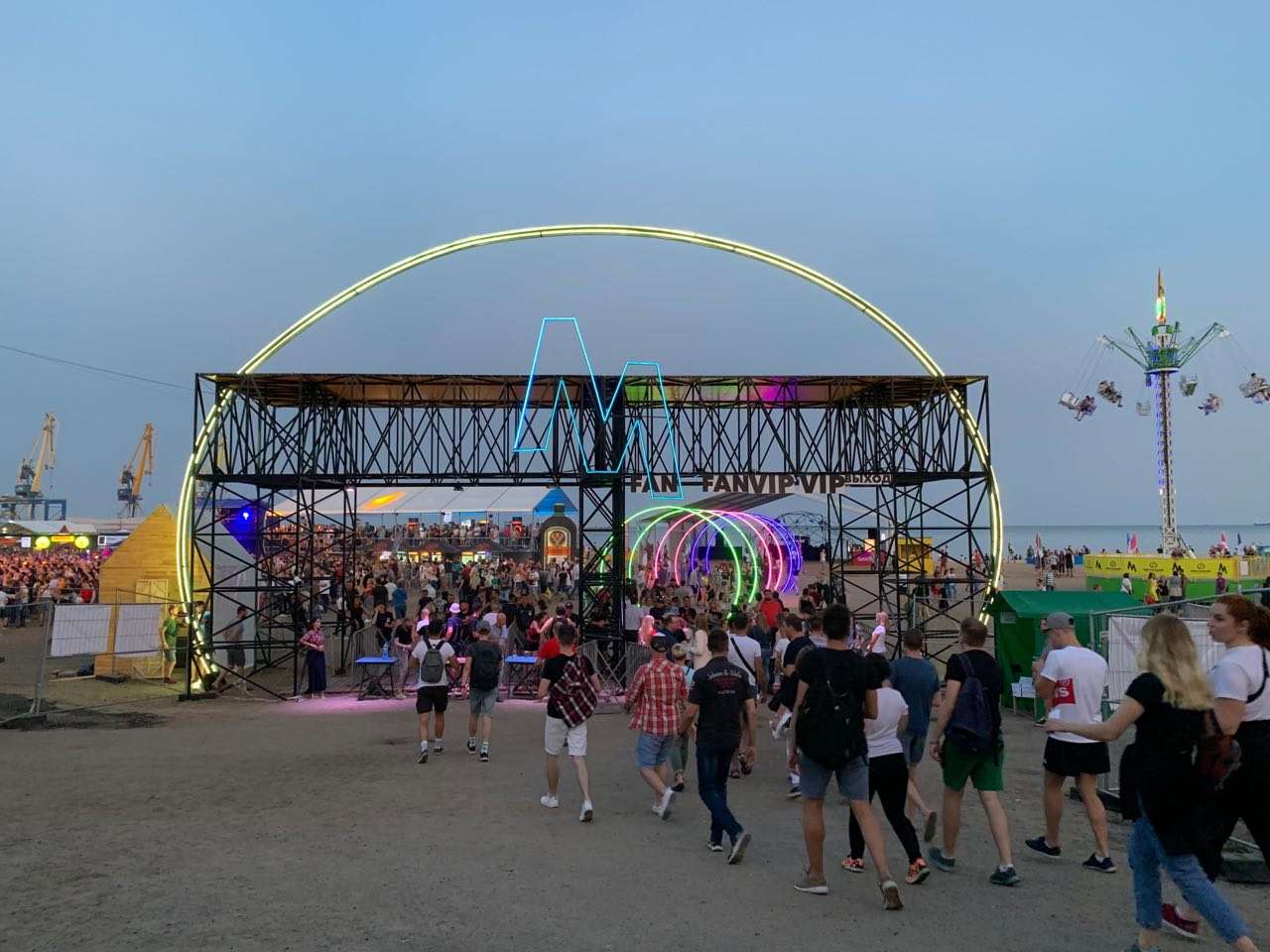
Вхідна брама фестивалю (2019)
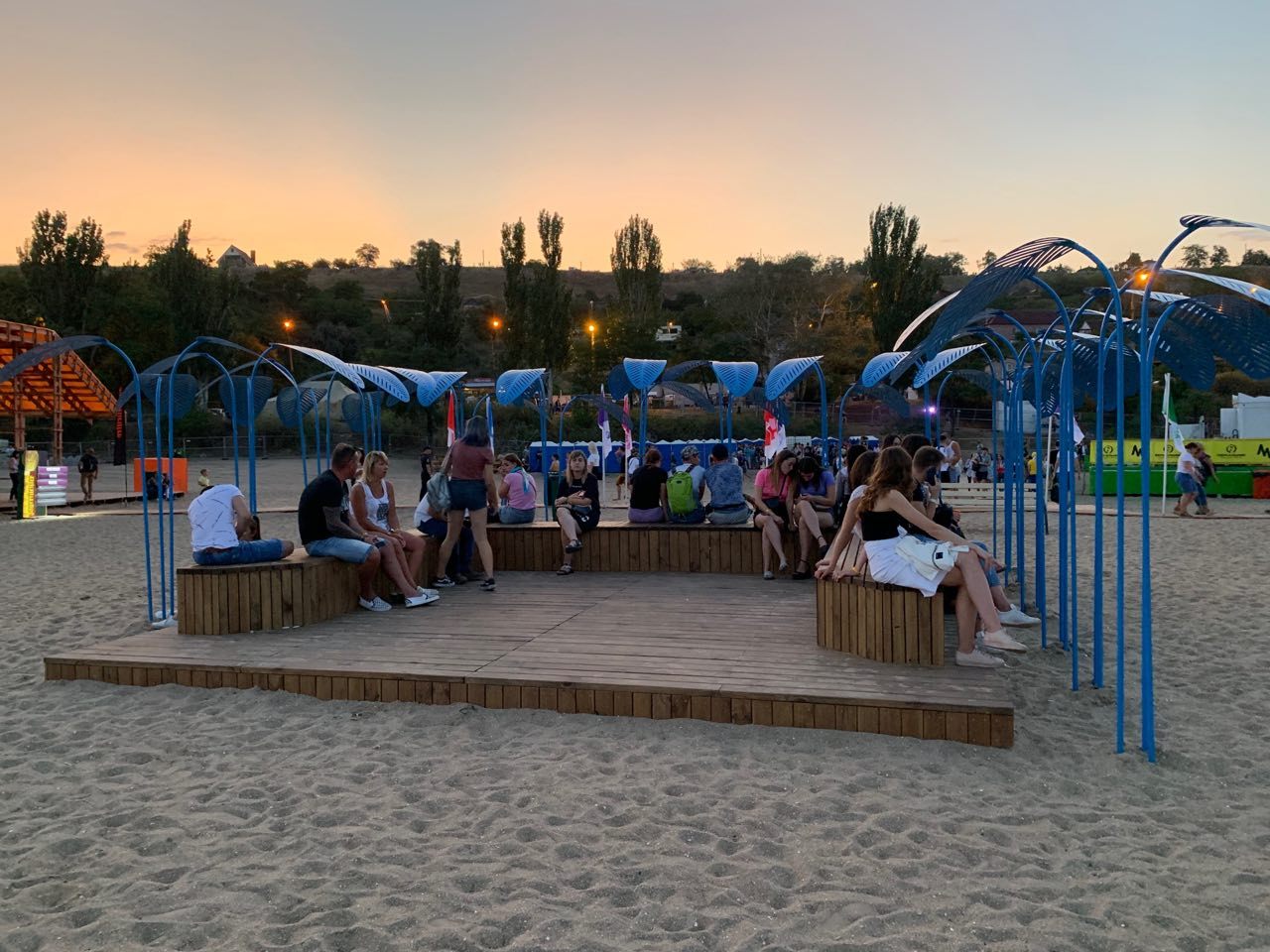
Зона відпочинку (2019)